# Stephanococcus crepinianus
Stephanococcus crepinianus är en måreväxtart som först beskrevs av Karl Moritz Schumann, och fick sitt nu gällande namn av Cornelis Eliza Bertus Bremekamp. Stephanococcus crepinianus ingår i släktet Stephanococcus och familjen måreväxter. Inga underarter finns listade i Catalogue of Life.